# Uuta
Uuta – wieś w Estonii, w prowincji Tartu, w gminie Nõo.